# Creditas
Banka CREDITAS je banka působící na českém trhu. Na bankovní trh vstoupila 1. ledna 2017. Dvacet let předtím působila jako Záložna CREDITAS, spořitelní družstvo. Je vlastněná holdingem CREDITAS B. V., jehož majoritním vlastníkem je finančník Pavel Hubáček. Na podzim roku 2024 měla po fúzi s Max bankou přes 250 tisíc klientů a bilanční sumu přes 200 miliard korun. 

## Historie
Předchůdcem banky CREDITAS byla 1. Třebíčská záložna, která vznikla v roce 1996. V roce 2016 před ziskem bankovní licence se jednalo o největší záložnu v Česku.
V červenci 2018 uvedla banka CREDITAS do pilotního provozu aplikaci Richee, která byla první multibankovní aplikací na českém trhu. Umožňovala tak uživatelům správu více účtů v různých bankách na jednom místě. Současně byla první aplikací tohoto typu, která splňovala podmínky evropské směrnice PSD2. Ta se pak (v roce 2021) stala technologickým základem pro nové on-line bankovnictví CREDITAS Banking. 
Zisk banky CREDITAS dosáhl v roce 2019 hodnoty 263 milionů Kč, o rok později pak zisk klesl na 114 milionů Kč především vlivem koronavirové pandemie, podobně jako v následujícím (23,6 milionu). V roce 2022 už banka nebyla covidovými restrikcemi omezena a díky růstu vkladů i finančním operacím vykázala zisk 1,6 miliardy korun, zisk přesáhl miliardu i v roce následujícím. Dařilo se i mateřské skupině CREDITAS. 
V červnu roku 2020 koupila investiční skupina Unicapital Pavla Hubáčka od J&T Banky její sídlo v Praze v Pobřežní ulici naproti hotelu Hilton. Do této budovy se Banka CREDITAS přestěhovala počátkem roku 2021 z předchozího sídla na Sokolovské ulici. V červenci 2021 pak banka koupila leasingovou společnost Ekorent, která poskytuje financování zejména soukromým lékařům.
V červenci 2022 banka podepsala smlouvu o koupi Expobank CZ a v říjnu 2022 banka oznámila dokončení transakce a změnu názvu Expobank na Max banka, jež by se měla zaměřovat zejména na online služby pro mladší klientelu po dobu, než dojde k fúzi s matkou. K tomuto sloučení došlo k 1. říjnu 2024.
Od července 2023 je CREDITAS jednou z mála bank v České republice, které má generální ředitelku ženu. Do této funkce byla jmenována členka představenstva Eva Collardová. Předsedou představenstva zůstal Vladimír Hořejší.  

## Produkty
Banka CREDITAS se dlouhodobě soustředí na poskytování služeb platebního styku a financování projektů českých malých a středních firem. Kromě běžného účtu nabízela v roce 2017 Banka CREDITAS spořicí účet bez omezení výše vkladu či termínovaný vklad. Během roku 2018 banka získala speciální licenci od ČNB, která jí umožňuje nabízet také investiční produkty. Banka rovněž poskytuje cizoměnové služby.
Banka CREDITAS klientům během let 2019 a 2020 umožnila využívání mobilních plateb Google Pay a Apple Pay a platbu chytrými hodinkami Garmin Pay.
Od podzimu 2019 banka rozšířila retailové portfolio o hypoteční úvěry (z tohoto trhu se ale stáhla na podzim 2023) a dva účty určené dětem a dospívajícím pod značkou Richee Junior. Začala také díky licenci ČNB nabízet investice do podílových fondů, prvním byl nemovitostní fond CREDITAS Nemovitostní I, podfond SICAV. V nabídce jsou také CREDITAS ENERGY, a CREDITAS LOAN, oba podfondy SICAV, které jsou určeny kvalifikovaným investorům.
Na jaře 2020 banka rozšířila služby o prémiové bankovnictví určené primárně pro klienty s úsporami a investicemi nad 3 miliony korun, kterým poskytuje možnost získat kartu Mastercard Real Gold vyrobenou z pravého zlata. Koncem roku 2024 nabídla také unikátní karty vyrobené z keramiky a kovu.
V dubnu 2023 začala banka klientům umožňovat využití služby bankovní identita pro komunikaci se státními úřady a institucemi. Od října 2023 ji lze využít i pro komunikaci se soukromými subjekty. 
Na začátku roku 2024 postupně spustila dvě aplikace určené k investování. V lednu CREDITAS Invest App, přes níž lze nakupovat podílové fondy CREDITAS a dluhopisy UNICAPITAL a REDSTONE, v únoru pak aplikaci Max Invest, která umožňuje investovat zejména do pěti automaticky rozkládaných ETF portfolií.

## Další aktivity
Banka CREDITAS dlouhodobě sponzoruje jezdectví, mimo jiné i závod Banka CREDITAS CSI2*-W Olomouc, Světový poháru v parkurovém skákání.  Od roku 2018 je generálním partnerem Společně pro děti o.p.s., která podporuje děti, jejichž rodiny se ocitly ve složité životní situaci a také ty, které vyrůstají bez rodičů. 